# Ралф Ричардсон
Сер Ралф Ричардсон (енгл. Ralph Richardson) је био енглески глумац рођен 19. децембра 1902. године у Челтнаму (Енглеска), а преминуо 10. октобра 1983. године у Марилебону (Енглеска).

## Филмографија
| Улоге Ралф Ричардсон |                     |               |                      |          |
| Година               | Српски назив        | Изворни назив | Улога                | Напомена |
| 1938.                | Развод леди Икс     |               | лорд Мир             |          |
| 1948.                | Ана Карењина        |               | Алексеј Карењин      |          |
| 1955.                | Ричард III          |               | војвода од Бакингема |          |
| 1962.                | Дуго путовање у ноћ |               | Џејмс Тајрон         |          |
| 1962.                | 300 Спартанаца      |               | Темистокле           |          |
| 1965.                | Доктор Живаго       |               | Александар Громеко   |          |
| 1969.                | О, какав диван рат  |               | сер Едвард Греј      |          |
| 1969.                | Битка за Британију  |               | сер Дејвид Кели      |          |
| 1981.                | Временски бандити   |               | Врховно биће         |          |